# Die Hesselbachs
Die Hesselbachs waren eine hessische Hörfunk- und Fernsehfamilie aus der Anfangszeit der Bundesrepublik Deutschland, produziert vom Hessischen Rundfunk. Entwickelt wurden die „Hesselbachs“ aus einer Kabarettsendung fürs Radio vom Autor und Hauptdarsteller Wolf Schmidt (Karl Hesselbach, auch als „Babba“ bekannt). Den größten Publikumserfolg hatten dabei die drei Staffeln der Fernsehserie, die mit ihren enormen Einschaltquoten, in der Spitze bis 93 %, als echte Straßenfeger gelten.
Zur Familie gehören:
- Vater: Karl Hesselbach
- Mutter: Marie Hesselbach
- Älterer Sohn: Willy Hesselbach (Prokurist)
- Ältere Tochter: Anneliese Hesselbach
- Jüngere Tochter: Heidi Hesselbach
- Jüngerer Sohn: Peter Hesselbach

## Die Hörspielserie
Am 17. September 1949 strahlte der Hessische Rundfunk das erste von 77 Hörspielen über die Familie Hesselbach aus. Die einzelnen Folgen dauerten zwischen 23 und 68 Minuten. Die Hörspiele sind im Archiv des Hessischen Rundfunks zum großen Teil erhalten geblieben, allerdings wurden sie relativ selten wiederholt. Insgesamt wurden bis 1956 drei Staffeln unter folgenden Titeln produziert:
- Familie Hesselbach (Regie: Karlheinz Schilling)
- Prokurist a. D. Hesselbach, Büro für Lebensberatung (Regie: Otto Stadler)
- Hesselbach GmbH (Regie: Karlheinz Schilling)

Inzwischen sind die Hörspiele zum Teil auf Kauf-CDs erschienen. In der ersten Folge sprach noch Anny Hannewald die „Mamma“ und Lia Wöhr die Tochter Anneliese. Ab der zweiten Folge übernahm Wöhr den Part der Mutter, Sofie Engelke spielte die Rolle der Anneliese und Joost Siedhoff sprach den Sohn Willy, wie auch später in der Fernsehserie.

### Episoden
Erstausstrahlung in Klammern

#### Familie Hesselbach. Eine hessische Alltagschronik
(Die Nummerierung ist erst ab Folge 27 vom ARD-Hörspielarchiv vorgenommen worden.)
- 01. Hesselbachs ihrn Hausschlüssel  (17. September 1949)
- 02. Die Kündigung (15. Oktober 1949)
- 03. Die Grippe (19. November 1949)
- 04. Weihnachten (24. Dezember 1949)
- 05. Der Jugendfreund (14. Januar 1950)
- 06. Geburtstagsüberraschungen (11. Februar 1950)
- 07. Peinlichkeiten (12. März 1950)
- 08. Das Osterei (11. April 1950)
- 09. Die Verlobung (6. Mai 1950)
- 10. Das Feuer (3. Juni 1950)
- 11. Ferienpläne (1. Juli 1950)
- 12. Hesselbachs wilde verwegene Jagd (29. Juli 1950)
- 13. Nachtleben (2. September 1950)
- 14. Täter gesucht (16. September 1950)
- 15. Der Kavalier (30. September 1950)
- 16. Das Fritzchen (28. Oktober 1950)
- 17. Der Teller (18. November 1950)
- 18. Einkäufe (2. Dezember 1950)
- 19. Neujahrsträume (30. Dezember 1950)
- 20. Der Zwanzigmarkschein (3. Februar 1951)
- 21. Ist was passiert? (10. März 1951)
- 22. Der Krankheitsfall (1. April 1951)
- 23. Der Einbrecher (28. Oktober 1951)
- 24. Der Gegenbesuch (11. November 1951)
- 25. Willi auf Freiersfüßen (2. Dezember 1951)
- 26. Der Weihnachtsgast (25. Dezember 1951)
- 27: Wohnungstausch (6. Januar 1952)
- 28. Der Dieb (20. Januar 1952)
- 29. Das Heizkissen (3. Februar 1952)
- 30. Die Festaufführung (17. Februar 1952)
- 31. Der Karpfen (2. März 1952)
- 32. Der röhrende Hirsch (16. März 1952)
- 33. Der Osterbesuch (13. April 1952)
- 34. Die Erbschaft (30. April 1952)
- 35. Urlaubserinnerungen (19. Oktober 1952)
- 36. Das Wegerecht (2. November 1952)
- 37. Gleichberechtigung (17. November 1952)
- 38. Wenn wer nicht heimkommt (30. November 1952)
- 39. Das Dreckrändche (14. Dezember 1952)
- 40. Der Hund (25. Dezember 1952)
- 41. Familienausflug (11. Januar 1953)
- 42. Die Hochzeit (1. Februar 1953)
- 43. Die Gurken (1. März 1953)
- 44. Der Spiegelschrank (8. März 1953)
- 45. Der Wahrsager (12. April 1953)
- 46. Das Häuschen (26. April 1953)
- 47. Der neue Beruf (10. Mai 1953)

#### Prokurist a. D. Hesselbach, Büro für Lebensberatung
- 01. Der neueste Beruf (25. Oktober 1953)
- 02. Der schwere Fall (8. November 1953)
- 03. Der gute Feind (21. November 1953)
- 04. Der böse Blick (6. Dezember 1953)
- 05. Gefährliche Kurve (3. Januar 1954)
- 06. Allergia maritalis (17. Januar 1954)
- 07. Das arme Kind (2. Februar 1954)
- 08. Sherlock Holmes (14. Februar 1954)
- 09. Telefonitis (14. März 1954)
- 10. Die ideale Ehe (28. März 1954)
- 11. Mit dem linken Bein (11. April 1954)
- 12. Wertsachen (25. April 1954)

#### Hesselbach GmbH
- 01. Die neue Firma (28. November 1954)
- 02. Techtelmechtel (12. Dezember 1954)
- 03. Vorsicht, Diebe (9. Januar 1955)
- 04. Die Spezialistin (23. Januar 1955)
- 05. Seine Majestät, der Kunde (6. Februar 1955)
- 06. Sabotage (6. März 1955)
- 07. Die Panne (20. März 1955)
- 08. Der Fleck (3. April 1955)
- 09. Klatsch (17. Mai 1955)
- 10. Die Gehaltserhöhung (22. Mai 1955)
- 11. Der Ehrentag (23. Oktober 1955)
- 12. Der Betriebsausflug (6. November 1955)
- 13: Das schlechte Gewissen (25. November 1955)
- 14. Der Anbau (4. Dezember 1955)
- 15. Die Briefumschläge (15. Januar 1956)
- 16. Die teuere Kraft (29. Januar 1956)
- 17. Das Taschentuch (19. Februar 1956)
- 18. Konkurs (11. März 1956)

Die wichtigsten Sprecher in dieser Staffel waren:
- Wolf Schmidt: Vater Hesselbach
- Lia Wöhr: Mutter Hesselbach
- Joost Siedhoff: Sohn Willy, Prokurist
- Ursula Schmidt: Fräulein Sauerberg
- Julia Costa: Helga Schneider
- Franz Schneider: Buchhalter Münzenberger
- Irene Marhold: Fräulein Pinella
- Otto Stern: Prokurist Deisendorf;  Wilhelm
- Carl Luley: Zimmermann
- Sofie Engelke: Frieda Lahrmann
- Hilde Nocker: Emmi Puchel
- Sophie Cossaeus: Fräulein Lohmeier
- Josef Wageck: Hausmeister Fuchslocher

## Die Spielfilme
In den Jahren 1954 bis 1956 wurden mit niedrigstem Budget – und zum Teil unter Verwendung des Privatvermögens von Wolf Schmidt – parallel zu den Hörspielen vier Spielfilme gedreht:
1. Die Familie Hesselbach (1954)
2. Die Familie Hesselbach im Urlaub (1955)
3. Das Horoskop der Familie Hesselbach (1955/56)
4. Herr Hesselbach und die Firma (1956)

Produziert wurden die Filme von Lia Wöhr; Else Knott spielte Mamma Hesselbach.
Der zweite Film wird nach erfolgter Restaurierung wieder regelmäßig im Hessenfernsehen ausgestrahlt. Der dritte Film ist bislang noch nicht restauriert. Der vierte Film gilt als verschollen, ebenso vier von fünf Rollen des ersten.

## Die Fernsehserie
1960 bis 1961 zeigte die ARD die Fernsehserie unter dem Titel Die Firma Hesselbach, welcher gleichzeitig Titel der ersten Staffel war. Ab Ende 1961 ging unter dem Titel Die Familie Hesselbach die zweite Staffel auf Sendung; die letzte Staffel wurde 1966 bis 1967 unter dem Titel Herr Hesselbach und … ausgestrahlt.

## Schallplatten
Im November 1961 veröffentlichte die Schallplattenfirma Polydor zwei Schallplatten unter dem Titel Die Abenteuer des Herrn Hesselbach. Die erste Platte enthielt die Folgen Der erste Bub und Das Brötchen, die zweite Platte die Folgen Geschäftlich in Paris und Das Eheversprechen. Neben Wolf Schmidt sind Liesel Christ und Gudrun Gewecke (die berühmte „Erna“ aus dem Röhrenden Hirsch) zu hören. Die Sketche auf den Schallplatten stammen eigentlich nicht aus der Hesselbachreihe, sondern aus der Kurzhörspielreihe 1000 Worte Hessisch, die z. T. noch vor den Hörspiel-Hesselbachs produziert worden war.